# Július Holeš
Július Holeš (* 18. März 1939 in Košice; † 19. August 2021 in Bratislava, Slowakei) war ein tschechoslowakischer Fußballtorwart. 

## Karriere
Július Holeš spielte in der höchsten tschechoslowakischen Liga für Dukla Pardubice, Dynamo Žilina, den 1. FC Tatran Prešov sowie Lokomotíva Košice. In der Saison 1964/65 wurde er mit Tatran Prešov Zweiter. Ein Jahr später erreichte er mit dem Klub das Finale des Tschechoslowakischen Pokals. Als Zweitligist nahm er mit Tatran Prešov 1966/67 am Europapokal der Pokalsieger teil, musste sich aber in der ersten Runde mit 1:1 und 2:3 dem späteren Sieger FC Bayern München geschlagen geben.
Mit der tschechoslowakischen Olympiaauswahl nahm Holeš an den Olympischen Sommerspielen 1968 in Mexiko-Stadt teil und bestritt dabei 2 Spiele.